# Gnadochaeta pruinosa
Gnadochaeta pruinosa är en tvåvingeart som först beskrevs av Herting 1973.  Gnadochaeta pruinosa ingår i släktet Gnadochaeta och familjen parasitflugor.
Artens utbredningsområde är Mongoliet. Inga underarter finns listade i Catalogue of Life.